# International Union of Geological Sciences
International Union of Geological Sciences, IUGS, er en international videnskabelig organisation, etableret for at fremme udviklingen af de geologiske videnskaber. IUGS blev grundlagt i 1961 og i dag har 117 medlemslande. Association of European Geological Societies har til formål at styrke samarbejdet mellem europæiske geologiske selskaber, herunder Dansk Geologisk Forening.
IUGS samarbejder med UNESCO om International Geoscience Programme (en), og medvirker også i Global Geoparks Network, GGN, der består af godt 100 geoparker i 30 lande. I Danmark findes Geopark Odsherred, der er optaget i både European Geoparks Network og Global Geopark Network, samt Geopark Vestjylland. 
IUGS omfatter (pr. 2014) seks internationale kommissioner, herunder International Commission on Stratigraphy, ICS, som udvikler det  Internationale Stratigrafiske Skema og enheder (perioder, epoker, og aldre ) i den internationale geologiske tidsskala. Dermed etableres globale standarder for forskningsbaseret formidling af Jordens historie.